# 超智機構
超智機構（英語：Advanced Idea Mechanics，簡稱A.I.M.）是在漫威漫畫出版的漫畫中的一個虛構組織，是美國隊長漫畫中的其中一個敵人。
超智機構首次在《Strange Tales》#146(1966年7月)中出現，由史丹·李和傑克·科比共同創作。

## 簡介
在第二次世界大戰時期，納粹德國旗下的犯罪組織九頭蛇成立了超智機構，替九頭蛇研發先進且顛覆性的高科技武器，直到1960年代，雙方因為意見不合，超智機構最終選擇獨立，與九頭蛇分道揚鑣。

## 其他媒體

### 電影
- 漫威電影宇宙
  - 《鋼鐵人3》（2013年）

### 電子遊戲
- 《蜘蛛人》：在紐約市現任市長諾曼·奧斯朋宣布取消對奧托·奧克塔維斯博士的政府補助的研究經費後，為了獲取新的研究經費，奧克塔維斯博士接受了超智機構的援助與委託，彼得·帕克亦能在實驗室中找到不少有著超智機構的標記的紙箱。
- 《漫威復仇者聯盟》
- 《Marvel vs. Capcom Infinite》:於劇情模式中交代在世界融合後和保護傘結合為超智機構保護傘